# Svenskars emigration till Sydamerika

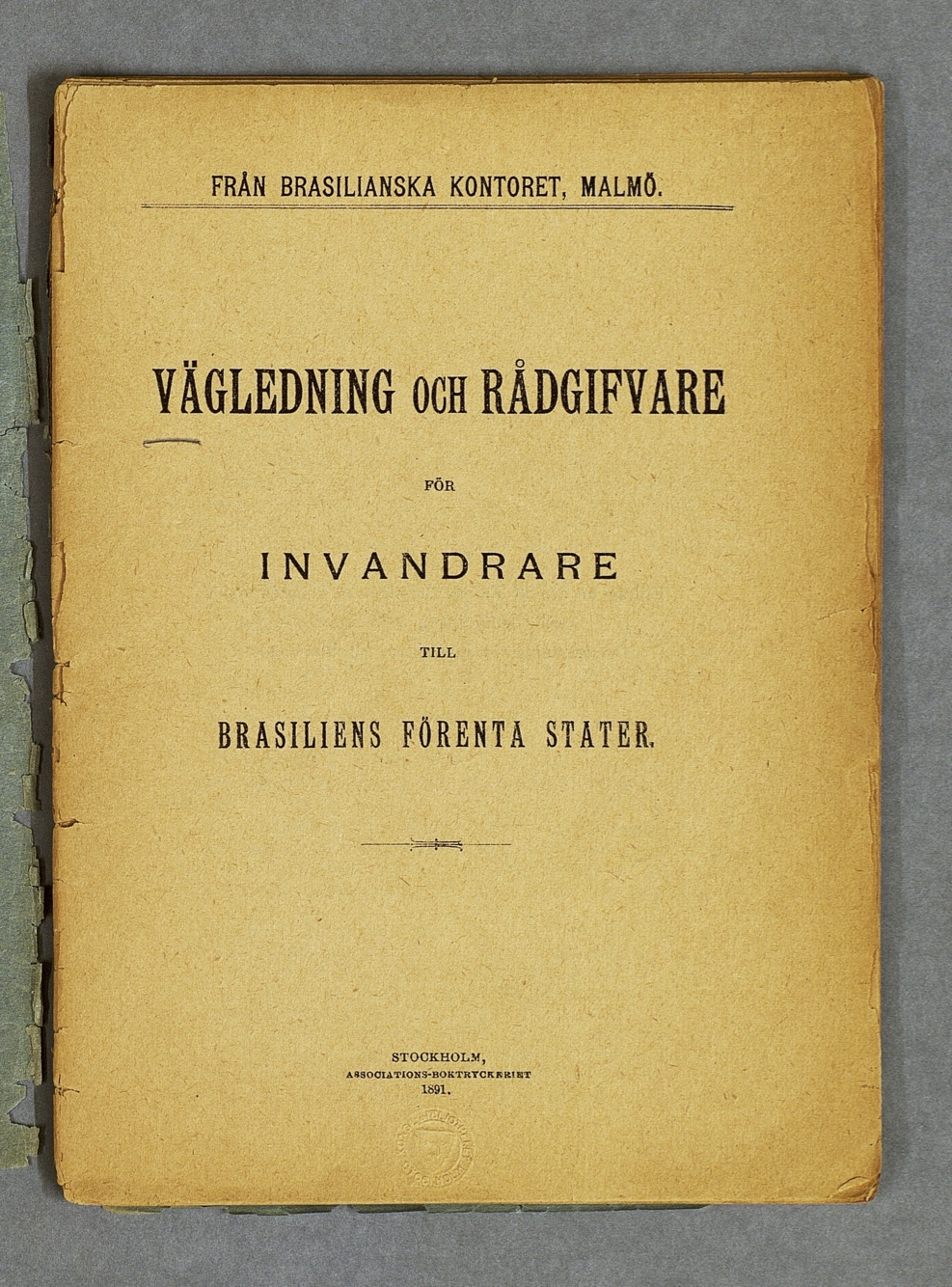
Framsida till "Vägledning och rådgivare för invandrare till Brasiliens förenta stater"

Emigrationen från Europa till Sydamerika skedde under 1800-talet i första hand från södra Europa, medan nord- och östeuropéer emigrerade till Nordamerika. Mellan 1850 och 1930 emigrerade 1,5 miljoner människor från Sverige, endast 5000 av dem begav sig till Latinamerika. Utvandringen till Sydamerika orsakades av Brasiliens aktiva migrationspropaganda i syfte att ge landet en större arbetskraftsinvandring. Före denna emigrationsvåg till Sydamerika bestod de svenska utvandrarna till stor del av skeppsbrutna, affärsmän, officerare i exil, människor med ekonomiska svårigheter samt kriminella. Den svenska emigrationen till Brasilien skedde i fyra små vågor och var starkt påverkad av Sveriges ekonomiska tillstånd. De fyra vågorna kom från olika delar av Sverige under olika tidsperioder.
Den första utvandringsvågen ägde rum mellan 1868 och 1869 och kom från Stockholmsregionen och bestod av cirka 110 emigranter. Det främsta skälet till denna utvandring var svält samt Brasiliens migrationspolitik. Den andra vågen utvandrare kom från södra Sverige (Malmö) och sågs som en urban trend som inte försiggick på landsbygden. Den största emigrationsvågen var den tredje (1890–1891), när 2000 svenskar emigrerade från Stockholm och Sundsvall. De 500 emigranterna från Sundsvall tillhörde den lägre arbetarklassen och drabbades hårt på grund av att efterfrågan på timmer reducerades, priserna föll samt överproduktion. Detta startade den så kallade "Brasilienfebern" i Sundsvall, vilket bidrog till att de tidigt utvecklade fackföreningarna organiserade en kommitté angående utvandringen till Brasilien. De emigranter som kom från Stockholm under den tredje vågen tillhörde likaså den lägsta arbetarklassen och var uttalade proletärer. Då majoriteten av utvandrarna tillhörde den lägre arbetarklassen fick emigranterna den transatlantiska resan subventionerad av den brasilianska staten. Den fjärde och sista vågen skedde 1909–1911, och bestod av emigranter från norra Sverige, i första hand Kiruna. En orsak till detta var de lokala tidningarnas kampanj för emigration till Nord- och Sydamerika. Den socialdemokratiska tidningen Norrskensflamman tryckte flitigt annonser för skeppsbolag och emigrationsbyråer som arrangerade den transatlantiska resan.

## Emigration till Brasilien
Fram till 1800-talets början hade Brasilien invandring varit extremt begränsad och bestod främst av portugiser; arbetskraften som behövdes tillfördes genom slavhandeln. Tillsammans med 1800-talets liberala idéer kom en förändrad syn på människor och Brasilien slutade därför att importera afrikanska slavar, för att år 1888 förbjuda slaveri fullständigt. När Brasilien 1822 förklarade sig självständigt från Portugal och bildade sitt eget kejsardöme infördes nya lagar angående invandring samt religionsfrihet. Detta gjorde Brasilien öppet för de protestantiska delarna av Europa samt olika frireligiösa grupper.
Den nyskapade regeringens statliga koloniseringspolitik skulle ge invandrarna ekonomisk hjälp och skydd genom lagstiftning. Denna politik motarbetades dock av den republikanska falangen som yrkade på stiltje inom koloniseringspolitiken. Den republikanska grenen lyckades inte stoppa den nya invandringen men lyckades genomdriva ett tillägg till författningen som skulle ge Brasiliens olika delstater mer självständighet inom sin egen lagstiftning angående inre angelägenheter. Följderna av detta blev att delstaterna från eget behov och intresse kunde agera på regeringens koloniseringspolitik. Därav koncentrerades den europeiska invandringen till de sydligare staterna som var i stort behov av invandring till skillnad från de nordliga staterna. Staterna Rio Grande do Sul, Santa Catarina och Paraná var stora, obefolkade områden där klimatet var gynnsamt för odling. Den europeiska massimmigrationen skedde inte förrän i mitten av 1800-talet och slutade först vid världskrisen 1930.

### Den brasilianska propagandan

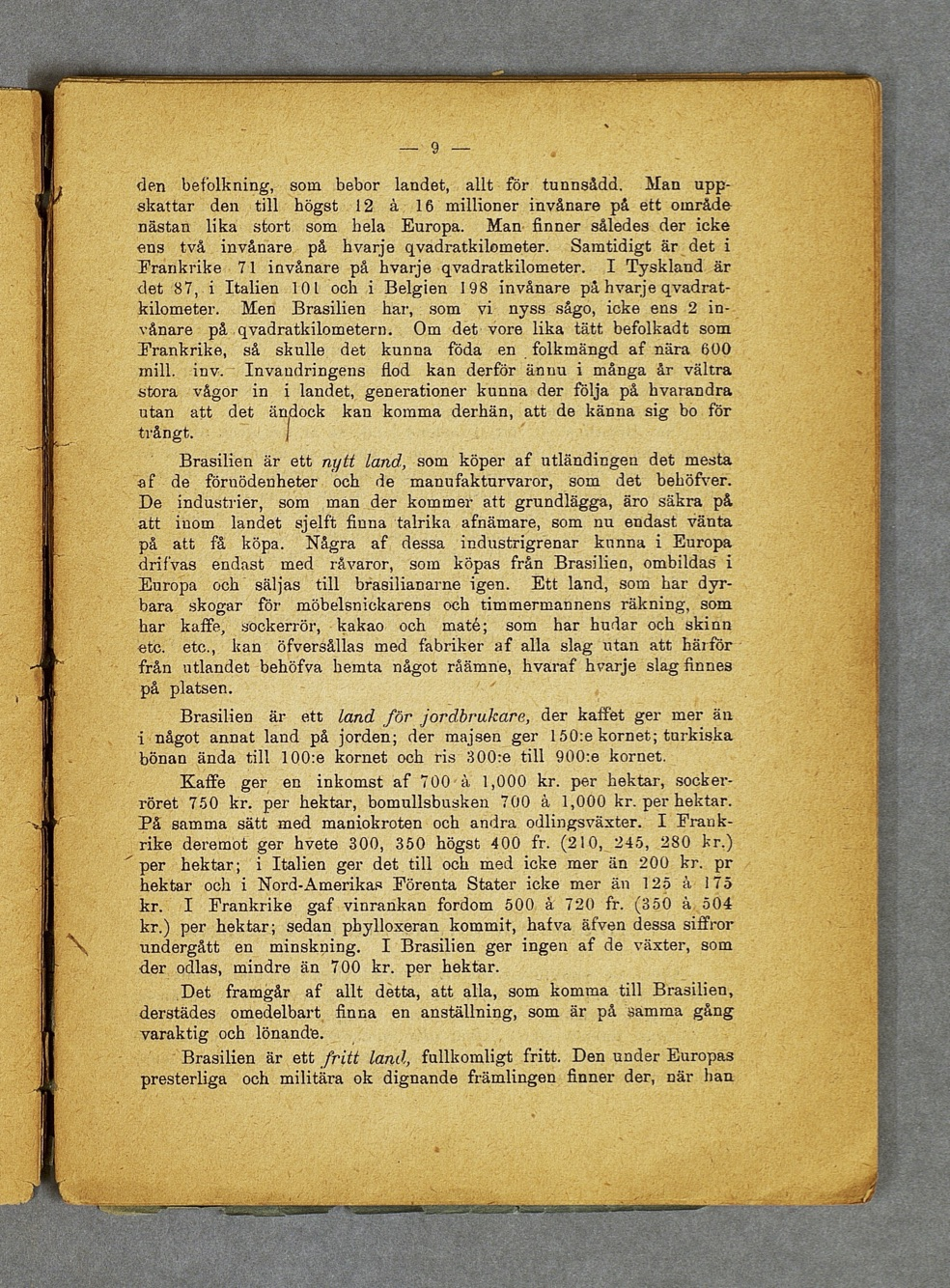
Vägledning och rådgivare för invandrare till Brasiliens förenta stater

Brasiliens näringsliv genomgick stora förändringar efter sin självständighetsförklaring 1822. Landet var i stort behov av flexibel arbetskraft som kunde följa produktionens förflyttningar. I detta blev Europa ett viktigt rekryteringsområde. Den brasilianska staten öppnade ett stort värvningskontor i Hamburg vars uppgift var att skicka ut agenter till de skandinaviska länderna för att övertala medborgare att emigrera till Brasilien. En av dessa städer var Malmö där flera agenter var verksamma. Agenterna fick bidrag av den brasilianska staten för att sprida propaganda om Brasiliens förhållanden. För att förmå barnrika familjer att emigrera erbjöd den brasilianska staten resebidrag eller helt fria resor, samt en jordlott på förmånliga villkor. Utan denna hjälp hade familjerna aldrig haft råd att korsa Atlanten. Familjer och ensamma utvandrare fick tillgång till broschyrer och tidningsannonser av rekryteringsagenterna för att få kunskap om Brasilien. Dessa skrifter försökte övertala medborgare att emigrera genom att sprida falska förhoppningar. Broschyrer beskrev Brasilien som ett fullkomligt fritt land där emigranter fick ett hjärtligt mottagande och levde i skydd av toleranta lagar och milda seder. Propagandatexterna förklarade även hur fattiga emigranter enkelt kunde klättra uppåt i samhället, då det inte existerade några fördomar gällande etnicitet, nationalitet eller religion. I Brasilien skulle det heller inte förekomma någon fattigdom eller något militärvälde.
Den fjärde vågen utvandrare, från Kiruna, visar hur den lokala pressen hade stort inflytande på utvandringen till Brasilien. Tidningen Norrskensflamman var känd för att stödja fackföreningar och arbetarklassen, och under åren 1909–1911 spelade tidningen en avgörande roll i att förmå den lägre arbetarklassen att utvandra till Brasilien. Norrskensflamman publicerade flera brev från tidigare emigranter som skildrade Brasilien i ett positivt ljus, och skrev även flera ledare där orealistiska löften gavs angående löner och förhållanden.

## Fortsatt emigration eller repatriering

### Argentinasvenskarna
De svenska emigranternas kolonisering av södra Brasilien blev ett misslyckande. De svårigheter svenskarna mött delades med en mängd andra nationaliteter, men de stora språkklyftorna hindrade dem från att dra lärdom av varandra. Detta gjorde att varje utvandrargrupp tvingades begå samma misstag som tidigare emigranter. Svenskarna hade inte förberett sig på de problem utvandring till en ny plats skulle medföra. Acklimatiseringen var svår och nästintill outhärdlig.  Emigranterna befann sig i obanad urskog och vid ovana jordbruksförhållanden. De hade ingen kunskap om sådd och skörd och var även oerfarna med landets produkter. De första året efter utvandringen slog skörden fel, och utvandrarna drabbades av sjukdomar, hunger och fattigdom. Dessa missöden gjorde att familjer år 1902 lämnade Brasilien och begav sig till Misiones i Argentina. Följande år skulle flera barnrika familjer följa deras exempel och lämna Brasilien då Argentina ryktades vara mera gynnsamt. De svenskar som utvandrade 1909–1911 från Kiruna skulle senare slå sig samman med gruppen i Misiones.

### Vägen tillbaka till Sverige
I slutet av år 1913 befann sig flera svenska grupper utspridda i Rio Grande do Sul. Två år tidigare hade Uruguayfloden översvämmats och fört med sig svenskarnas tillhörigheter tillsammans med skörd och boskap. De kvarvarande emigranterna vände sig till den svenska statsministern Karl Staaff och den svenska regeringen om omedelbar hjälp, vilket resulterade i de svenska emigranternas gemensamma samling 1 januari 1912 i vad som kom att kallas Guaranmötet. Detta kom att bli vändpunkten för den svenska utvandringen till Sydamerika. Den svenska diplomaten Axel Paulin fick i uppdrag att undersöka svenskarnas levnadssituation i Sydamerika. Efter Paulins besök hos svenskarna i Brasilien och Argentina rekommenderade han den svenska regeringen att bistå med hjälp till hemresa. Denna hjälp skulle dock endast komma till de som emigrerat från Sverige mellan åren 1909 och 1911 och inte tidigare. De som inte reste tillbaka till Sverige stannade kvar i Brasilien eller valde att fortsätta till Misiones i Argentina. Denna ström av emigranter fortsatte ända in på 1940-talet. Av de 5000 utvandrade från Sverige reste endast 500 tillbaka. Många hade dött av sjukdomar och fattigdom. De utvandrande tillhörde även de fattigaste i de svenska samhället och utan hjälp från svenska staten hade de inte ekonomin att åka tillbaka till sitt hemland.

## Nederlagets orsaker
När större delen av emigranterna valde att återvända till Sverige eller fortsätta till Argentina ifrågasattes Brasilianska statens kompetens som emigrationsland, samt svenskarnas duglighet som emigranter. Svenskarna var inte förberedda på vad utvandringen till en annan kontinent skulle innebära. Språkskillnaden mellan svenskarna och brasilianarna, samt emigranter från andre delar av världen, gjorde svenskarna extremt isolerade från andra människor. Brasiliens tropiska klimat tillsammans med de nya matförhållandena var främmande för svenskarna. Dessa faktorer påverkade deras arbetsförmåga och eftersom svenskarna var lägre klassens utvandrare fick de leva på en ensidig och undermålig kost. Det tropiska klimatet och Brasiliens orörda urskog var fullständigt obekanta förhållanden för odling; de svenska emigranterna saknade kunskap om de jordbruksmetoder som krävdes för att bruka sådan jord. De som valde att utvandra till Sydamerika var främst stora barnrika familjer från den lägre medelklassen, och de decimerades i brist på läkarvård i kombination med den strama kosten. I samband med detta infriade den brasilianska staten inte sina löften till emigranterna, och gav ingen assistans för att överbygga problemen och skapa trygga förhållanden för emigranterna. Följderna av dessa komplikationer var att cirka 100 svenskar dog i Brasilien innan de hade möjlighet att återvända till Sverige eller fortsätta till Argentina.